# Amphiura concinna
Amphiura concinna är en ormstjärneart som beskrevs av Jean Baptiste François René Koehler 1904. Amphiura concinna ingår i släktet Amphiura och familjen trådormstjärnor. Inga underarter finns listade i Catalogue of Life.